# Леонард Квеуке
Леоні Леонард Квеуке (фр. Leony Léonard Kweuke, нар. 12 липня 1987) — камерунський футболіст, який закінчив кар'єру.

## Кар'єра
18 грудня 2008 року клуб Квеуке ДАК 1904 (Дунайська Стреда) віддав його в оренду франкфуртському «Айнтрахту» для участі в німецькій Бундеслізі. У сезоні 2009/10 років він був відданий в оренду «Енергі Котбус». 
10 червня 2010 року ДАК оголосив про повернення гравця після двох років у Німеччині, але його одразу продали до празької «Спарти». Квеуке був дискваліфікований у травні 2013 року після отримання червоної картки в матчі Кубка Чехії проти «Млада-Болеслав». Вилучення відбулося за підкат, який зламав ногу захисника Радека Досоуділа в двох місцях. Дискваліфікація, яка тривала 12 матчів, була найдовшим покаранням в історії Чеської ліги.

## Міжнародні досягнення
Рахунки та результати вказують на першому місці голів Камеруну.
| # | Дата           | Місце проведення             | Суперник             | Рахунок | Результат | Змагання                                       |
| - | -------------- | ---------------------------- | -------------------- | ------- | --------- | ---------------------------------------------- |
| 1 | 3 вересня 2011 | Стадіон Ахмаду Ахіджо, Яунде | Маврикій             | 1–0     | 5–0       | Відбірковий матч Кубка африканських націй 2012 |
| 2 | 11 жовтня 2011 | Новий стадіон Малабо, Малабо | Екваторіальна Гвінея | 1–0     | 1–1       | Товариський матч                               |
| 3 | 15 жовтня 2014 | Стадіон Ахмаду Ахіджо, Яунде | Сьєрра-Леоне         | 1–0     | 2-0       | Відбірковий матч Кубка африканських націй 2015 |

## Відзнаки

### В клубі
- Суперкубок Чехії з футболу: 2010.
- Друге місце в першій лізі Чехії: 2010—2011, 2011–12, 2012–13

### Індивідуальні
- Іноземний футболіст першої ліги Чехії за версією читачів «iDNES.cz»: 2010—2011[7]
- Чеська перша ліга Відкриття сезону: 2010—2011
- Медіа All Stars Першої ліги Чехії: 2010–11[8]

## Особисте життя
Квеуке є родичем Самюеля Ето'О.